# Votivní obraz Jana Očka z Vlašimi
Votivní obraz Jana Očka z Vlašimi je jeden z nejznámějších, nejvýznamnějších a největších českých středověkých obrazů. Vznikl kolem roku 1371 na objednávku pražského arcibiskupa Jana Očka z Vlašimi. Podobně jako Wiltonský diptych představuje typ reprezentativního a devočního obrazu. Jeho styl představuje mezistupeň mezi tvorbou Mistra Theodorika a dílem Mistra třeboňského oltáře (tzv. krásným slohem).
V současnosti se obraz nachází v pražské Národní galerii.

## Vznik obrazu
Obraz vznikl na objednávku pražského arcibiskupa Jana Očka z Vlašimi. Byl určen pro nově zřízenou kapli biskupského hradu v Roudnici nad Labem, někdejší letní rezidenci pražských arcibiskupů. Kaple byla v roce 1371 vysvěcena ke cti Panny Marie a českých patronů (objevují se na obraze) hradní kaple. Doba dokončení obrazu je ohraničena roky 1371 a 1378. Roku 1378 pak Jan Očko z Vlašimi získal kardinálský klobouk a vzdal se úřadu arcibiskupa, navíc zemřel Karel IV., rovněž zobrazený na obrazu.
Jedná se o jeden z největších českých středověkých obrazů, musel být tedy velice nákladný. Mohl si jej dovolit pouze velmi vysoce postavený a bohatý donátor. Autor obrazu je neznámý a předpokládá se, že na obraze pracovali nejméně dva malíři.

## Popis obrazu
Obraz je 181 cm vysoký a 96 cm široký. Je rozdělen do dvou pásů, které jsou významově srovnatelné. Tento obraz plný symbolů vyjadřuje vztah světské a církevní moci za vlády Karla IV.  
V horním pásu se uprostřed nachází trůnící Panna Maria s nahým Ježíškem a trůn je zahalen látkou, kterou přidržují dva andělé. Panna Maria je zobrazena z en-face, což je z hlediska hierarchie nejvyšší zobrazení. Je oblečena do modrého pláště jako Regina Caeli (královna nebes) a má rozpuštěné vlasy. Ve středověku tak byly zobrazovány panny. V ruce drží jablko, které odkazuje na prvotní hřích Evy, který Panna Maria napravila. Ježíš je zobrazen jako nahé dítě, které však v sobě ukrývá tajemství Boha v dítěti. Po pravici madony klečí císař Karel IV. s císařským znakem, za ním stojí sv. Zikmund, český zemský patron. Po její levici klečí mladý král Václav IV. s českým královským znakem, za ním stojí jeho křestní patron sv. Václav. Všechny postavy jsou zobrazeny ze ¾ profilu a oba králové klečí, takže jsou symbolicky podřízeni Panně Marii.
V dolním pásu klečí uprostřed se svým erbem donátor obrazu Jan Očko z Vlašimi, který je jako jediný z celého díla zobrazený v přísném profilu, tedy v nejnižším hierarchickém postavení. Své ruce vkládá do rukou sv. Vojtěcha, patrona arcibiskupství. Úplně vlevo za sv. Vojtěchem stojí sv. Prokop, jeden z českých patronů. Na druhé straně za Janem Očkem stojí sv. Vít, což je patron katedrály, a za ním je vyobrazena sv. Ludmila, babička sv. Václava.